# ۳۶ ساعت (فیلم ۱۹۵۳)
۳۶ ساعت (انگلیسی: 36 Hours) که در آمریکا با نام خیابان وحشت (به انگلیسی: Terror Street) منتشر شد، یک فیلم نوآر بریتانیایی است که در سال ۱۹۵۳ منتشر شد.